# Andrea Hoffend
Andrea Hoffend (* 1962 in Mannheim) ist eine deutsche Zeithistorikerin und Politikwissenschaftlerin.

## Leben
Hoffend studierte 1981 bis 1987 Politische Wissenschaft und Zeitgeschichte, Germanistik und Ostslawistik an der Universität Mannheim und war 1987 bis 1989 als wissenschaftliche Mitarbeiterin an einem Forschungsprojekt zur deutschen Gewerkschaftsgeschichte beteiligt. 1990 bis 1994 arbeitete sie als Assistentin am Lehrstuhl für Politische Wissenschaft und Zeitgeschichte an der Universität Mannheim bei Hermann Weber. 1996 erfolgte ihre Promotion zum Dr. phil. mit einer Arbeit über die Kulturbeziehungen zwischen dem Dritten Reich und dem faschistischen Italien.
Von 1999 bis 2004 war sie wissenschaftliche Mitarbeiterin des Stadtarchivs Mannheim.
Sie war Geschäftsführerin der Historischen Kommission der SPD Baden-Württemberg.
Im Auftrag des SPD-Bundesvorstandes war Hoffend für die deutschlandweite Unterstützung der Gliederungen der SPD für die Vorbereitungen des 150-jähriges Parteijubiläums im Jahre 2013 verantwortlich.
Sie war 2012 Mitbegründerin des Vereins Lernort Kislau e. V. und dessen erste geschäftsführende Vorsitzende. Seit 2015 leitet Hoffend das hauptamtliche Team des Lernort Kislau. Gleichzeitig vertritt sie das Team im Vereinsvorstand – satzungsgemäß ohne Stimmrecht.
Zeitweise gehörte sie dem Sprecherrat der Landesarbeitsgemeinschaft der Gedenkstätten und Gedenkstätteninitiativen in Baden-Württemberg an.

## Privates
Andrea Hoffend ist seit 1990 mit Frank Mentrup verheiratet und hat zwei Töchter und zwei Söhne.

## Werke
- Politik ohne Grenzen: Hermann Heimerich; Motor und Mentor der Metropolregion Rhein-Neckar. Weinheim 2005. ISBN 3-936468-07-9
- „Mut zur Verantwortung“ – Hermann Müller: Parteivorsitzender und Reichskanzler aus Mannheim. Mannheim 2001, ISBN 3-926260-49-1
- Zwischen Kultur-Achse und Kulturkampf: die Beziehungen zwischen „Drittem Reich“ und faschistischem Italien in den Bereichen Medien, Kunst, Wissenschaft und Rassenfragen. Frankfurt am Main: Lang, 1998. ISBN 3-631-32659-9
- Wissen ist Macht: 125 Jahre sozialdemokratische Bildungsarbeit in Mannheim. Mannheim: Sozialdemokratischer Bildungsverein Mannheim, 1987.
- Historisches Lernen für ziviles Widerstehen. Das badische KZ Kislau und der Verein „LernOrt Zivilcourage“. In: Mitteilungen des Dokumentationszentrums Oberer Kuhberg Ulm e. V. – KZ-Gedenkstätte, Heft 59/November 2013, S. 10.